# Alfred von Bothmer
Friedrich Wilhelm Alfred von Bothmer (* 26. Juni 1815 in Kassel; † 23. August 1892 in Darmstadt) war ein preußischer Generalleutnant.

## Leben

### Herkunft
Alfred war ein Sohn des preußischen Majors Joseph von Bothmer (1778–1820) und dessen Ehefrau Charlotte, geborene von Heydwolff (1778–1866). Sein Bruder Eduard wurde ebenfalls preußischer Generalleutnant.

### Militärkarriere
Bothmer besuchte die Kadettenhäuser in Potsdam und Berlin. Anschließend wurde er am 7. August 1832 als Portepeefähnrich dem 27. Infanterie-Regiment der Preußischen Armee überwiesen. Bis Mitte November 1833 avancierte er zum überzähligen Sekondeleutnant und wurde Mitte August 1835 über den Etat einrangiert. Von Januar 1841 bis September 1848 war Bothmer Adjutant des I. Bataillons und stieg Anfang August 1848 zum Premierleutnant auf. Am 26. März 1849 wurde er als Kompanieführer beim II. Bataillon im 27. Landwehr-Regiment nach Halle (Saale) kommandiert und nahm bei der Niederschlagung der Badischen Revolution am Gefecht bei Kuppenheim teil. Nach Beendigung dieses Kommandos Mitte Mai 1851 erfolgte ein Jahr später unter Beförderung zum Hauptmann seine Ernennung zum Kompaniechef. Am 14. Juni 1859 wurde Bothmer als Major dem 26. Infanterie-Regiment aggregiert und am 14. Januar 1860 als Kommandeur des II. Bataillon im 31. Landwehr-Regiment nach Mühlhausen/Thüringen. Daran schloss sich am 8. Mai 1860 seine Kommandierung als Bataillonsführer beim 31. kombinierten Infanterie-Regiment an, aus dem Anfang Juli 1860 das 3. Thüringische Infanterie-Regiment Nr. 71 hervorging. Bothmer erhielt das Kommando über das II. Bataillon und wurde am 25. Juni 1864 zum Oberstleutnant befördert. In dieser Eigenschaft führte er sein Bataillon während des Krieges gegen Österreich 1866 bei Podol, Münchengrätz und Königgrätz. Für die weitere Dauer des mobilen Verhältnisses beauftragte man ihn am 5. Juli 1866 mit der Führung des 6. Pommerschen Infanterie-Regiments Nr. 49. Bothmer wurde für sein Wirken mit dem Roten Adlerorden IV. Klasse mit Schwertern ausgezeichnet, nach dem Friedensschluss am 17. September 1866 zum Regimentskommandeur ernannt und in dieser Stellung drei Tage später zum Oberst befördert.
Bei der Mobilmachung anlässlich des Krieges gegen Frankreich erhielt er am 18. Juli 1870 das Kommando über die 17. Infanterie-Brigade und nahm zunächst an der Schlacht bei Weißenburg teil, bis er bei Wörth durch einen Schuss in den Unterleib schwer verwundet wurde. Nach seiner Gesundung führte er seinen Großverband bei der Belagerung von Paris und den Gefechten bei Valenton, Bicetre, Malmaison und Garches. Ausgezeichnet mit beiden Klassen des Eisernen Kreuzes wurde er am 18. Januar 1871 zum Generalmajor befördert und war einen Tag später in die Kämpfe am Mont Valerien eingebunden. Nach dem Frieden von Frankfurt erfolgte am 3. Juni 1871 seine Ernennung zum Brigadekommandeur. Auf sein Gesuch hin wurde Bothmer am 7. August 1874 unter Verleihung des Charakters als Generalleutnant mit Pension zur Disposition gestellt. Nach seiner Verabschiedung verlieh ihm der Kaiser den Roten Adlerorden II. Klasse mit Eichenlaub und Schwertern am Ringe. Er starb am 23. August 1892 in Darmstadt.

### Familie
Bothmer heiratete am 25. Oktober 1842 in Magdeburg Elisabeth Käsemacher (1821–1844). Die Ehe blieb kinderlos. Nach ihrem Tod heiratete er am 1. Dezember 1855 in Magdeburg Pauline von Gerhardt (1834–1891). Das Paar hatte mehrere Kinder:
- Josef (* 1856), preußischer Kammerherr und Major ⚭ 1890 Marie Freiin Schenck zu Schweinsberg (* 1869)
- August (1858–1901), preußischer Hauptmann ⚭ 1892 Gisela Gräfin von Korff genannt Schmising-Kerssenbrock (* 1864)
- Elisabeth (* 1860)
- Charlotte (* 1869)